# Earth 2100
Earth 2100 (Tierra 2100) es un programa de televisión y un documental de ciencia ficción que fue presentado por la red American Broadcasting Company (ABC) el 2 de junio del 2009 y se emitió en History Channel en enero de 2010 y se mostró durante todo el año. Presentado por el periodista de ABC Bob Woodruff, el especial de dos horas exploró cómo sería el futuro "peor de los casos" si los humanos no tomen medidas ante los problemas actuales o inminentes que podrían amenazar a la civilización . Los problemas abordados en el programa incluyen el cambio climático actual, la sobrepoblación y el uso indebido de los recursos energéticos.
Los eventos que siguen a la vida de una narradora ficticia, "Lucy" (contada a través del uso de cómics en movimiento o animación limitada), mientras describe cómo los eventos afectan su vida. El programa incluyó predicciones de una Tierra distópica en los años 2015, 2030, 2050, 2085 y 2100 por científicos, historiadores, antropólogos sociales y economistas, entre ellos Jared Diamond, Thomas Homer-Dixon, Peter Gleick, James Howard Kunstler, Heidi Cullen, Alex Steffen y Joseph Tainter. Terminó con una cita del escritor Alex Steffen, diciendo: "Los niños que nacemos hoy nos verán pasar la primera gran prueba de la humanidad, que es: ¿podemos ser lo suficientemente inteligentes como para vivir en un planeta sin destruirlo?"
Según el productor ejecutivo Michael Bicks, "este programa fue desarrollado para mostrar el peor escenario para la civilización humana. Nuevamente, no estamos diciendo que estos eventos sucederán — sino que si no abordamos seriamente los complejos problemas del cambio climático, el agotamiento de los recursos y la superpoblación, es mucho más probable que ocurran".

## Trama
Lucy nace el 2 de junio de 2009 (cambiado al 1 de enero de 2009 en emisiones posteriores), en los suburbios de Miami y sigue viva en el año 2100. En 2015, las negociaciones sobre acciones con el cambio climático se rompen entre Occidente e India y China, ya que la primera no está dispuesta a transferir tecnología limpia a la segunda, mientras que la familia de Lucy se muda de los suburbios a un apartamento en Miami después de una escasez crónica de gas. Unos meses después, un poderoso huracán llamado Linda golpea y nivela gran parte de Miami, matando a miles de personas. Ella y sus padres se mudan a San Diego . Ella se convierte en médica de emergencias y conoce a su esposo, Josh, un ingeniero, durante una protesta contra los altos precios del agua de mar desalinizada de California en 2030 (Las Vegas se había secado).
En 2050, ellos y su hija Molly, de diecinueve años, se mudan a Nueva York en automóvil, encontrando en el camino a tejanos desesperados que piden viajar al norte, lo cual es rechazado por el trío. Uno apunta una pistola contra Molly, pero otras personas en el convoy de automóviles y camiones apuntan armas automáticas al hombre desesperado, que se ve obligado a retroceder. Mientras que los otros en el convoy llegan a Canadá, la ciudad de Nueva York es una maravilla de energía limpia, tránsito limpio y jardinería comunitaria. Josh se pone a trabajar en la construcción de una barrera de inundación para contener el océano, pero el calentamiento de CO2 hace soltar el metano atrapado en el Ártico, lo que causa un calentamiento aún más rápido y no lineal.
Un intento de usar dióxido de azufre como último recurso para enfriar el planeta se cancela cuando se descubre que destruye la capa de ozono. Lucy encuentra y ayuda a poner en cuarentena y neutralizar una nueva enfermedad extraña, y Molly se traslada a una comunidad agrícola. Durante una tormenta durante la marea alta en 2075, Josh muere mientras intenta arreglar una puerta atascada, y la ciudad de Nueva York se inunda. Lucy rechaza la oferta de Molly de vivir con ella, su esposo y su hijo. Las personas hambrientas entre el daño de la inundación podrida sentaron las bases para el regreso de la enfermedad que Lucy vio, ahora llamada "Fiebre Caspia".
La Fiebre Caspia pronto se convierte en una pandemia y mata a tantas personas en la Tierra que el crecimiento de la población comienza a disminuir, el comercio internacional se paraliza y los servicios básicos comienzan a interrumpirse. Eventualmente, la red falla, la tecnología moderna deja de funcionar y sigue la inquietud (una contradicción de la trama, como se dijo antes de que toda la tecnología en Nueva York era autosuficiente). Lucy y todos los estadounidenses se dan cuenta de que no hay una respuesta federal, no hay Guardia Nacional, no hay soldados para mantener el orden. La democracia y la civilización a nivel nacional han muerto en América.
Lucy abandona la ciudad con algunos amigos y un perro en la década de 2080, y finalmente encuentra a su hija, ahora viuda como ella, y a su nieto. Inicialmente, no hay comunicación con el mundo exterior, hasta que alguien creó una radio de dos vías que descubre que las ciudades anteriores se han convertido en enclaves amurallados relativamente avanzados, mientras están rodeadas de masas de pobreza. En 2100, Lucy reflexiona sobre los extraños consejos para transmitirle a su nieto, que ahora niega la educación que dio por sentada, ya que es la persona más anciana del mundo.

## Desarrollo
Según los primeros comunicados de prensa de ABC, Earth 2100 estaba destinado a ser un "evento de televisión e Internet sin precedentes". La fase inicial del proyecto fue un proyecto de "crowdsourcing" en línea donde se alentaba a los espectadores a enviar videos caseros en los que se imaginaba la vida en 2015, 2050 y 2100 en lugares de África, Australia, Estados Unidos, Europa, India, Sudamérica y China. Durante el verano y el otoño de 2008, los usuarios comenzaron a publicar sus presentaciones en el sitio web de Earth 2100, y estos videos se combinaron en una narrativa basada en la web que muestra las consecuencias mundiales del crecimiento de la población, el agotamiento de los recursos y el cambio climático.
Retrasos múltiples cambiaron el alcance del proyecto. Originalmente, Earth 2100 se puso en marcha en septiembre de 2008. Luego, en parte debido a razones personales por parte del productor Michael Bicks, el programa fue reprogramado para la primavera de 2009. El producto final fue innovador en su uso del elemento "comics en movimiento" y la historia "Lucy", pero utilizó muy pocas imágenes generadas por el usuario.
El sitio web de Earth 2100, sin embargo, presenta selecciones de videos creados por usuarios que representan los puntos de crisis de 2015, 2050 y 2100.

### Cómic de movimiento
La historia de Lucy se creó con una técnica de animación limitada que utiliza los talentos de los creadores de cómics, como Josh Neufeld, Sari Wilson, Joe Infurnari, George O'Connor, Tim Hamilton y Leland Purvis. Su historia fue traída a la "vida" por la compañía de efectos visuales Guerilla FX y el animador principal John Bair.

## Recepción
El estreno de Earth 2100 obtuvo una audiencia de casi 3.7 millones de espectadores, según Nielsen Media Research.
La respuesta a la transmisión se limitó principalmente a los tableros de comentarios en línea, que pronto se llenaron de debates sobre la validez de las predicciones de Earth 2100 y la efectividad general del programa. Muchos comentaristas estaban molestos por el tono apocalíptico y distópico del programa, acusando a ABC de alucinantes miedos. Thomas Fuller, escribiendo para Examiner.com, acusó a ABC de retratar la "ciencia ficción" como un hecho y declaró que:

. . . cuando las personas se dan cuenta (como se están dando cuenta ahora) de que las temperaturas no aumentarán cada año, no recordarán lo que dicen los científicos serios. Pensarán en Earth 2100 y otras historias de miedo sobre catástrofes, y se darán cuenta de que eran mentiras. Luego desconectarán completamente la ciencia y será imposible incluso hacer las cosas sensatas que podemos y debemos hacer.

 ABC se aseguró de publicar transcripciones anotadas en el sitio web de Earth 2100, destacando las fuentes científicas de las diversas predicciones, escenarios y declaraciones del programa.
Algunos comentaristas encontraron que la trama de Lucy en motion comic era una forma muy efectiva de representar las diversas predicciones. Las publicaciones también felicitaron a ABC por dedicar un espacio de dos horas en horario estelar al problema, y preguntaron cuándo se volvería a emitir el programa, estaría disponible en DVD o se publicaría en línea.